# Guillaume Des Autels

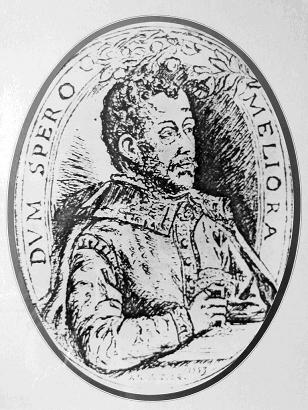
Guillaume Des Autels

Guillaume Des Autels (* 1529 in Charolles; † um 1580) war ein französischer Dichter und Romanist.

## Leben und Werk
Des Autels (auch: Des Autelz oder Desautels) stammte aus dem Burgund. Er studierte in Valence. Als Dichter begann er in der Art von Clément Marot, bewegte sich aber dann unter dem Einfluss seines Freundes Pontus de Tyard in Richtung Pléiade. In den Religionswirren stand er auf der katholischen Seite und schrieb 1559 und 1560 im Auftrag von Charles de Lorraine-Guise Aufrufe an das Volk. Sein Roman Mythistoire Barragouyne de Fanfreluche et Gaudichon findet in der Literaturwissenschaft zunehmend Beachtung (Clément 2005).
Die Sprachwissenschaft kennt Des Autels als Verteidiger der angestammten Orthographie gegen radikale Reformversuche. Er lieferte sich mit dem Grammatiker und Orthographiereformer Louis Meigret eine polemische Schlacht. Meigret hatte (nach ausführlichen Vorschlägen in seinem Traité 1542, 1545) die Reformgegner im Vorwort zu seiner Lukian-Übersetzung (Le Menteur) von 1548 regelrecht herausgefordert. Des Autels nahm die Herausforderung an und publizierte im gleichen Jahr De l’antique écriture de la langue françoise et de sa poésie, contre l’orthographe des Maigretistes (ursprünglich: Contre Meigret. Brève épître touchant aucuns points de la langue françoise, vom Verleger geändert). Dieses Werk ist verloren, kann aber durch die zahlreichen Zitate in Meigrets Antwort (Défenses de Louis Meigret 1550) teilweise rekonstruiert werden. Erhalten ist dagegen Des Autels zweiter Angriff (Réplique de Guillaume des Autels vom 20. August 1550), den Meigret mit seiner Réponse de Louis Meigret von 1551 parierte. Die bei Hausmann 1980, S. 89–112 nachgezeichnete Argumentation lässt erkennen, dass Des Autels die weitaus vernünftigere Position einnahm und gegen den ausgewiesenen Grammatiker Meigret auch schwerwiegende linguistische Argumente vorzubringen wusste.
In Charolles ist ein Collège nach Guillaume des Autels benannt.

## Werke
- Repos de plus grand travail, Lyon 1550, 1560 (Dichtung)
- Replique de Guillaume Des Autelz aux furieuses défenses de Louis Meigret. Avec la suite du Repos de l’autheur, Lyon 1551 (Polemik plus Dichtung)
- Amoureux repos, Lyon 1553 (Dichtung, darin auch: Pontus de Tyard, Aux poètes françois en faveur de Guillaume Des Autelz)
- Encomium Galliae Belgicae. Versiculi. Guillaume Altario Carolate,  Antwerpen 1559; auch in: Delitiae C. poetarum gallorum, hrsg. von Jan Gruter, Frankfurt am Main 1609
- Remonstrance au peuple françoys de son devoir en ce temps envers la majesté du roy, à laquelle sont adjoustez troys éloges de la paix, de la trefve et de la guerre, Paris 1559
- Harengue au Peuple Francois contre la rebellion, Paris 1560 (http://recherche.univ-lyon2.fr/grac/217-La-Harangue-peuple-francois-Guillaume-Des-Autels-1560-saisie-Guillaume-De-Sauza.html)
- La Recreation et passetemps des tristes, pour resjouyr les melencoliques, lire les choses plaisantes, traictans de l’art de aymer, et apprendre le vray art de poésie, Paris 1573, 1862
- Mythistoire Barragouyne de Fanfreluche et Gaudichon, Lyon 1574, 1578; Cambridge, Mass. 1962